# Salla kyrkoby
Salla kyrkoby är en tätort och centralorten i Salla kommun i landskapet Lappland i Finland. Byn ligger öster och söder om sjön Märkäjärvi, som också var byns namn fram till 1940-talet. Den dåvarande kyrkobyn i Salla befann sig i överlämnat område till Sovjetunionen i Moskvafreden, som avslutade vinterkriget. 

## Befolkningsutveckling

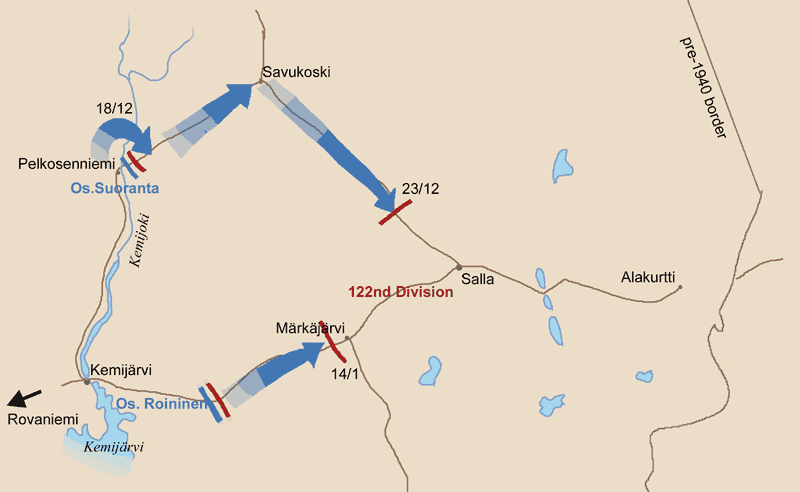
Strider i östra Lappland under vinterkriget

| Befolkningsutvecklingen i Salla 1960–2013 | Befolkningsutvecklingen i Salla 1960–2013 | Befolkningsutvecklingen i Salla 1960–2013 | Befolkningsutvecklingen i Salla 1960–2013 | Befolkningsutvecklingen i Salla 1960–2013 |
| ----------------------------------------- | ----------------------------------------- | ----------------------------------------- | ----------------------------------------- | ----------------------------------------- |
|                                           |                                           |                                           |                                           |                                           |
| År                                        |                                           |                                           | Folkmängd                                 | Landareal (km²)                           |
| 1960                                      | 1960                                      |                                           | 1 157                                     | 3,95                                      |
| 1970                                      | 1970                                      |                                           | 1 387                                     | 3,23                                      |
| 1980                                      | 1980                                      |                                           | 2 142                                     | 6,5                                       |
| 2000                                      | 2000                                      |                                           | 2 160                                     | 4,74                                      |
| 2005                                      | 2005                                      |                                           | 1 893                                     | 3,8                                       |
| 2010                                      | 2010                                      |                                           | 1 907                                     | 4,30                                      |
| 2011                                      | 2011                                      |                                           | 1 844                                     | 3,86                                      |
| 2012                                      | 2012                                      |                                           | 1 787                                     | 3,79                                      |
| 2013                                      | 2013                                      |                                           | 1 742                                     | 3,79                                      |

## Historia
Vid Märkäjärvi utkämpades hårda strider under vinterkriget. Finländarna evakuerade Märkäjärvi den 8 december 1939 och brände ned den.
Mot slutet av vinterkriget tog svenska frivilliga ansvar för ett frontavsnitt, nämligen Flygflottilj 19 och Svenska frivilligkåren.